# Sułków (Baborów)
Sułków (deutsch Zülkowitz, 1936–1945 Zinnatal, tschechisch Sulkov) ist ein Ort in der Landgemeinde Baborów im Powiat Głubczycki der Woiwodschaft Opole in Polen.

## Geographie
Das Straßendorf Sułków liegt zwei Kilometer nordwestlich von Baborów, 12 Kilometer südöstlich von Głubczyce (Leobschütz) und 70 Kilometer südlich von Opole (Oppeln) in der Nizina Śląska (Schlesische Tiefebene) an der Psina (Zinna), einem linken Zufluss der Oder an der stillgelegten Bahnstrecke Racibórz–Krnov.
Nachbarorte von Sułków sind im Nordwesten Babice (Babitz), im Südosten der Gemeindesitz Baborów (Bauerwitz) und im Südwesten Boguchwałów (Hohndorf).

## Geschichte

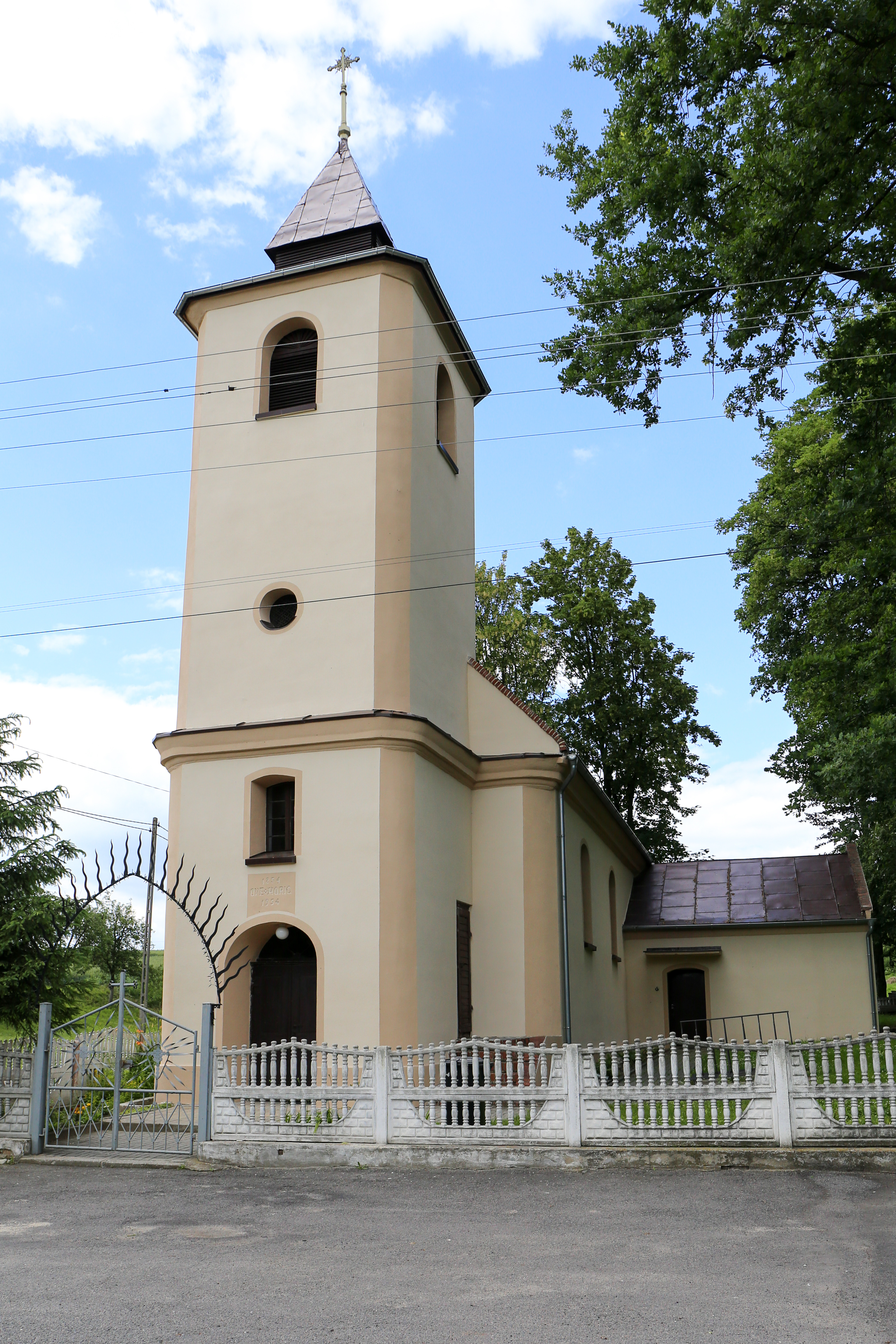
Mariä-Heimsuchung-Kirche

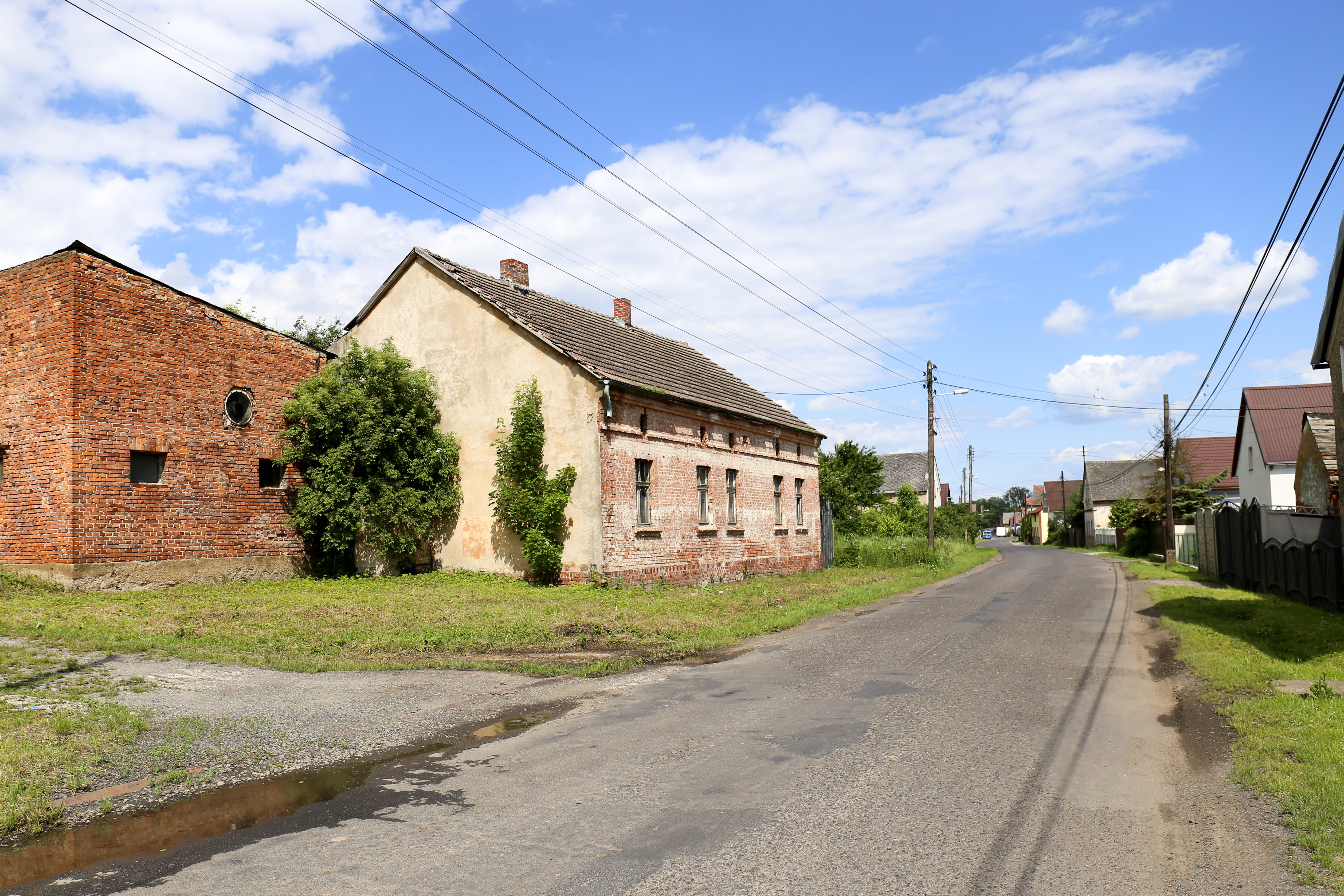
Ortspartie

Der Ort wurde 1340 erstmals als Sulcow und Sulcau erwähnt. 1358 wurde der Ort als Sulkow sowie 1510 als Sulkaw erwähnt. Der Ortsname leitet sich vom Personennamen Sulek ab, das Dorf des Sulek.
Nach dem Ersten Schlesischen Krieg 1742 fiel Zülkowitz mit dem größten Teil Schlesiens an Preußen. 1760 wurde im Ort eine Schule eingerichtet.
Nach der Neuorganisation der Provinz Schlesien gehörte die Landgemeinde Zülkowitz ab 1816 zum Landkreis Leobschütz im Regierungsbezirk Oppeln. 1845 bestanden im Dorf eine katholische Schule, eine Kapelle, eine Brennerei, eine Wassermühle und 136 Häuser. Im gleichen Jahr lebten in Zülkowitz 707 Menschen, davon einer evangelisch und zwei jüdisch. 1861 zählte der Ort 25 Bauernhöfe, einen Kretscham, acht Gärtner- und 72 Häuslerstellen. 1874 wurde der Amtsbezirk Bauerwitz gegründet, welcher die Landgemeinden Jernau und Zülkowitz und den Gutsbezirk Bauerwitz umfasste.
Bei der Volksabstimmung in Oberschlesien am 20. März 1921 stimmten in Zülkowitz 559 Personen für einen Verbleib bei Deutschland und 16 für Polen. Zülkowitz verblieb wie der gesamte Stimmkreis Leobschütz beim Deutschen Reich. 1933 zählte der Ort 801 Einwohner. Am 12. Juni 1936 wurde der Ort in Zinnatal umbenannt. 1939 zählte Zinnatal 696 Einwohner. Bis 1945 gehörte der Ort zum Landkreis Leobschütz.
1945 kam der bisher deutsche Ort unter polnische Verwaltung, wurde in Sułków umbenannt und der Woiwodschaft Schlesien angeschlossen. 1950 wurde Sułków der Woiwodschaft Oppeln zugeteilt. 1999 wurde es Teil des wiedergegründeten Powiat Głubczycki.

## Sehenswürdigkeiten
- Die römisch-katholische Mariä-Heimsuchung-Kirche (poln. Kościół Nawiedzenia NMP) wurde 1846 errichtet.[8]
- Denkmal für Dr. Feliks Steuer
- Steinerne Wegekapelle
- Steinernes Wegekreuz

## Söhne und Töchter des Ortes
- Wilhelm Frank (1858–1911), katholischer Geistlicher, Schriftsteller und Mitglied des Deutschen Reichstags
- Feliks Steuer (1889–1950), Direktor und Autor